# Sveriges ridderskaps och adels vapenbok

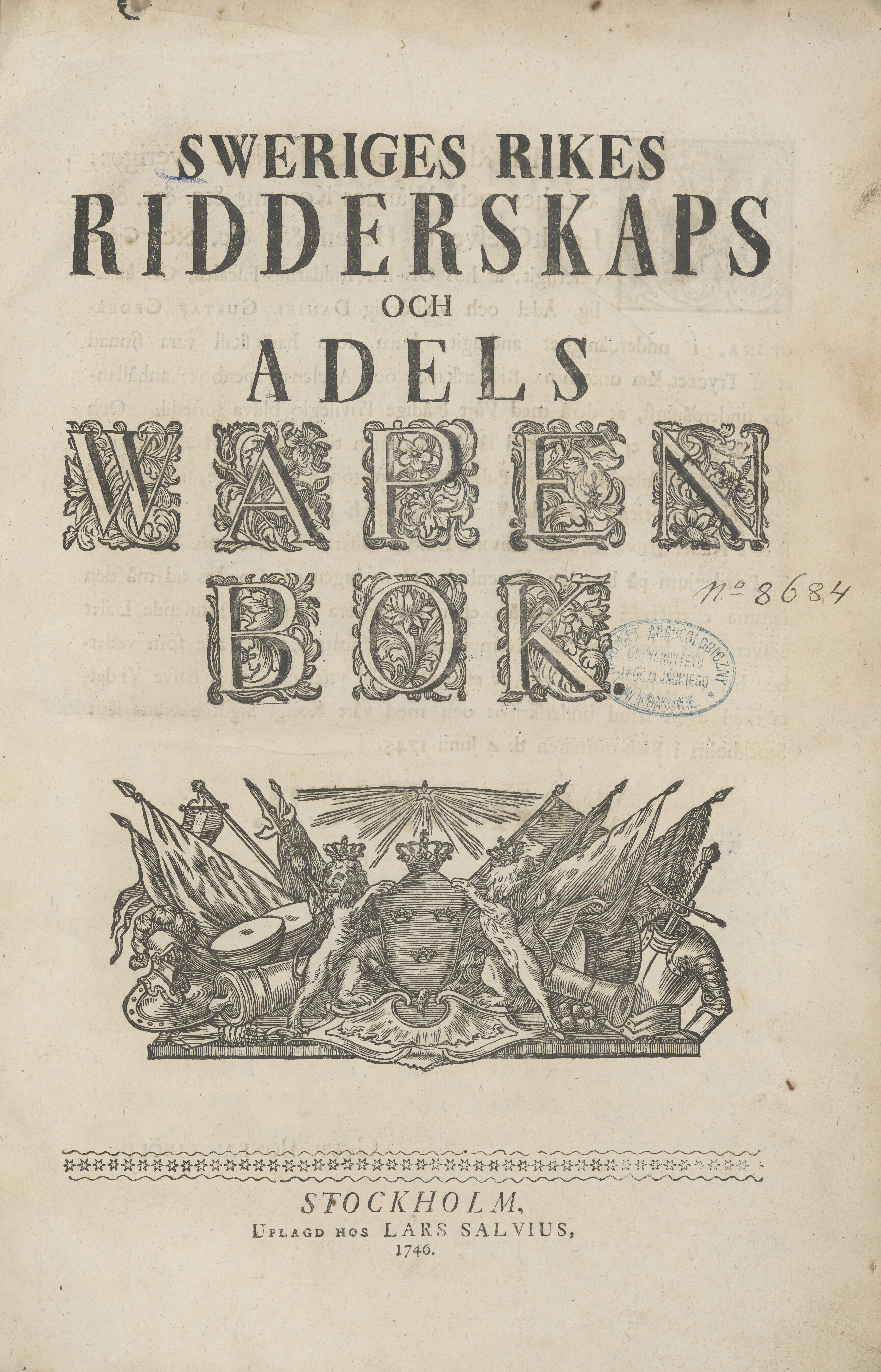

Sveriges ridderskaps och adels vapenbok är namnet på flera vapenböcker över den svenska adeln som getts ut mellan 1650 och 1890.

## Vapenböcker

### Keysers vapenbok
Sweriges rijkes ridderskaps och adels wapenbook hwaruthi alle grefwars frijherrars och samptlige adelens wapnar och sköldemärcken författas gavs ut av Henrich Keyser 1650.

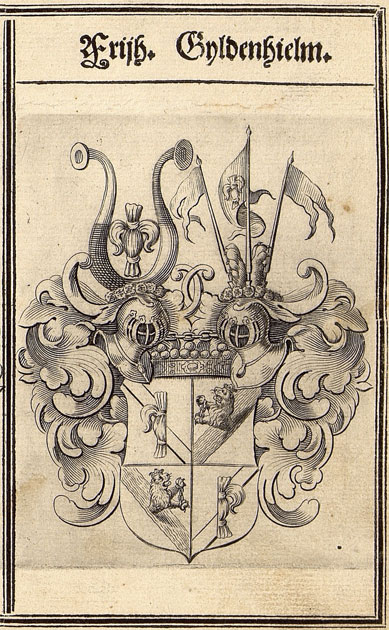
Friherrliga ätten Gyllenhielm.

### Kiellbergs vapenbok
Sweriges rikes ridderskaps och adels wapnebok gavs ut av Eric Kiellberg och Carl Ludvig von Schantz 1734.

### Cedercronas vapenbok
Sweriges rikes ridderskaps och adels wapenbok gavs ut av Daniel Gustaf Cedercrona 1746.

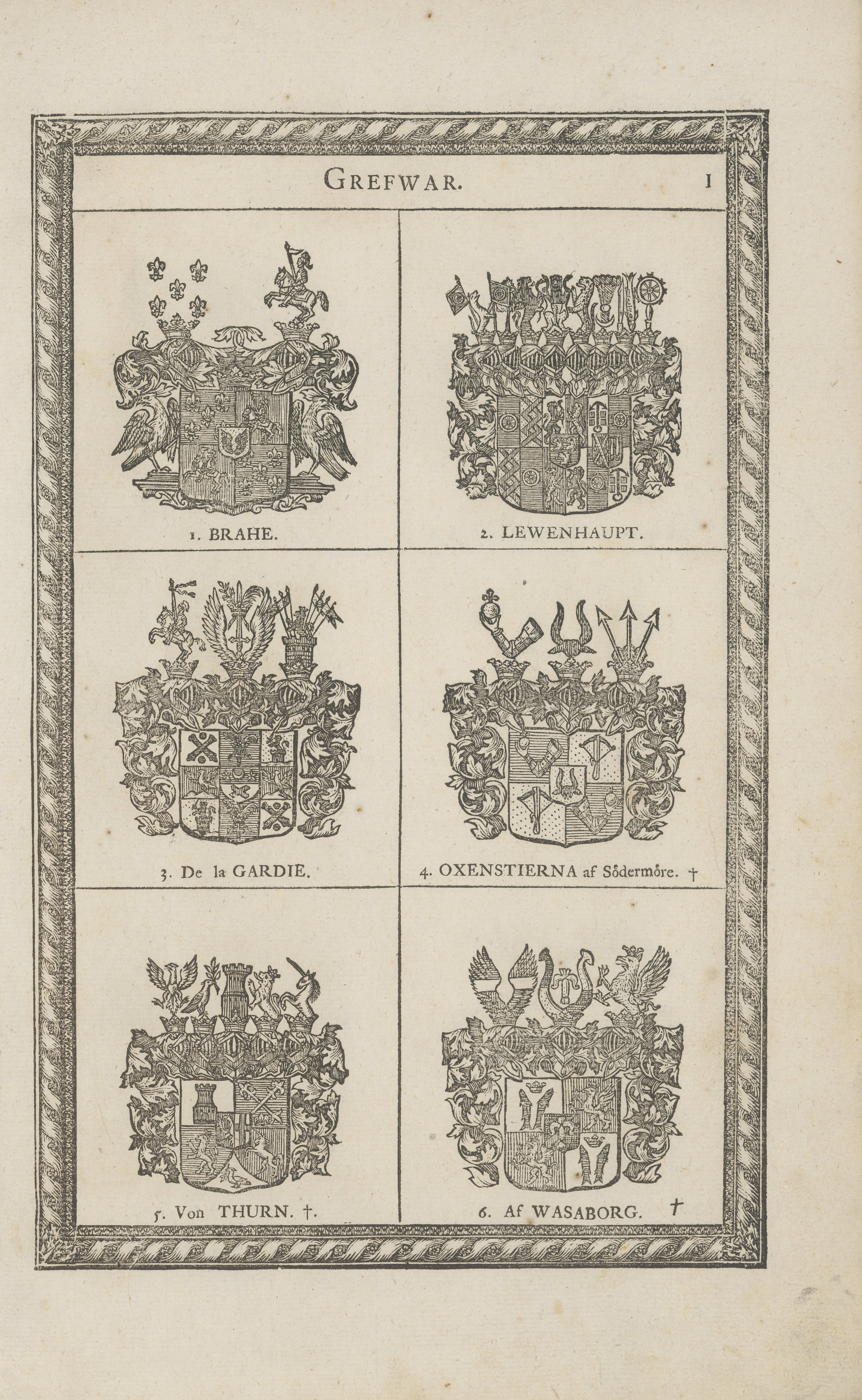
Grevliga ätter.
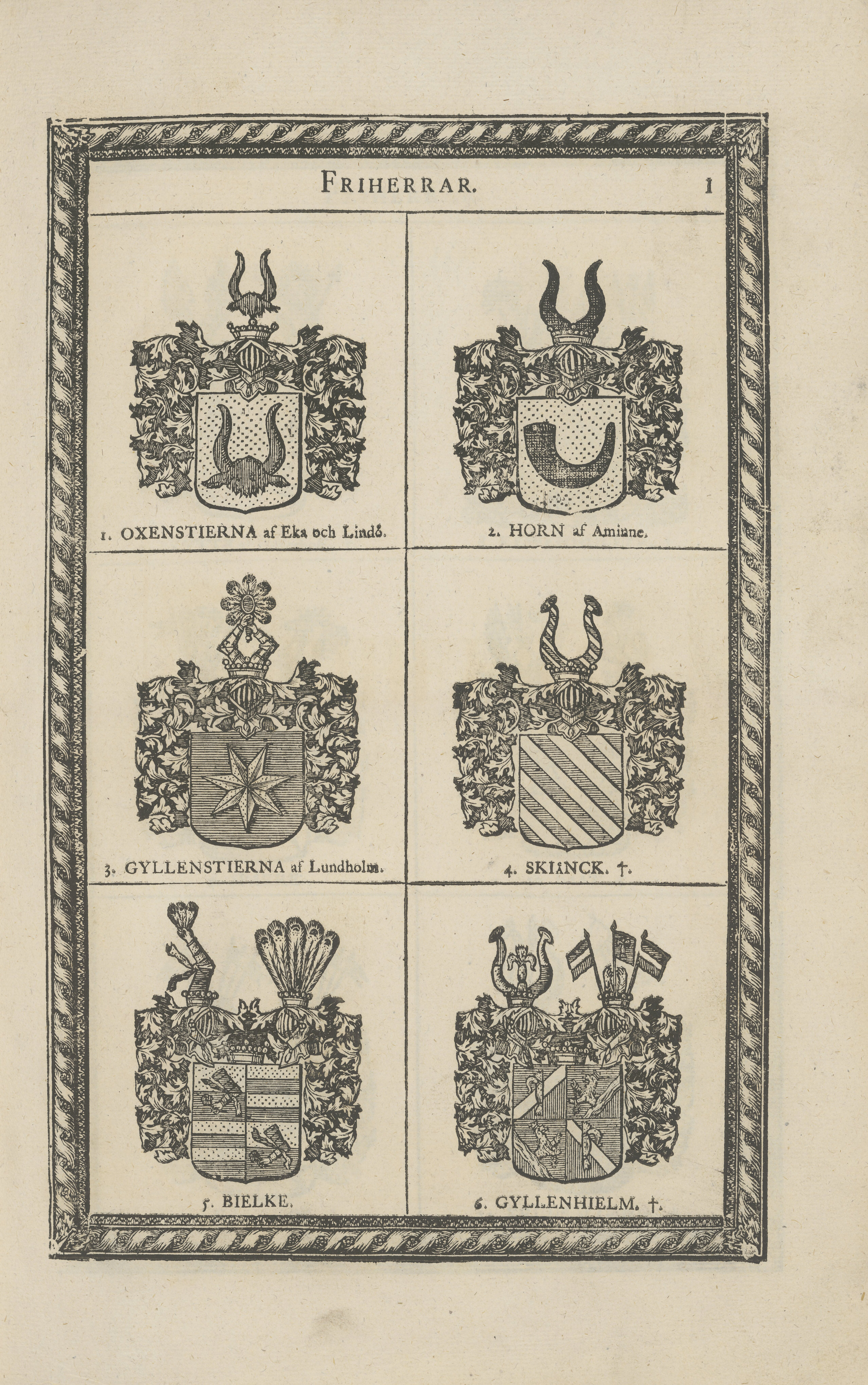
Friherrliga ätter.
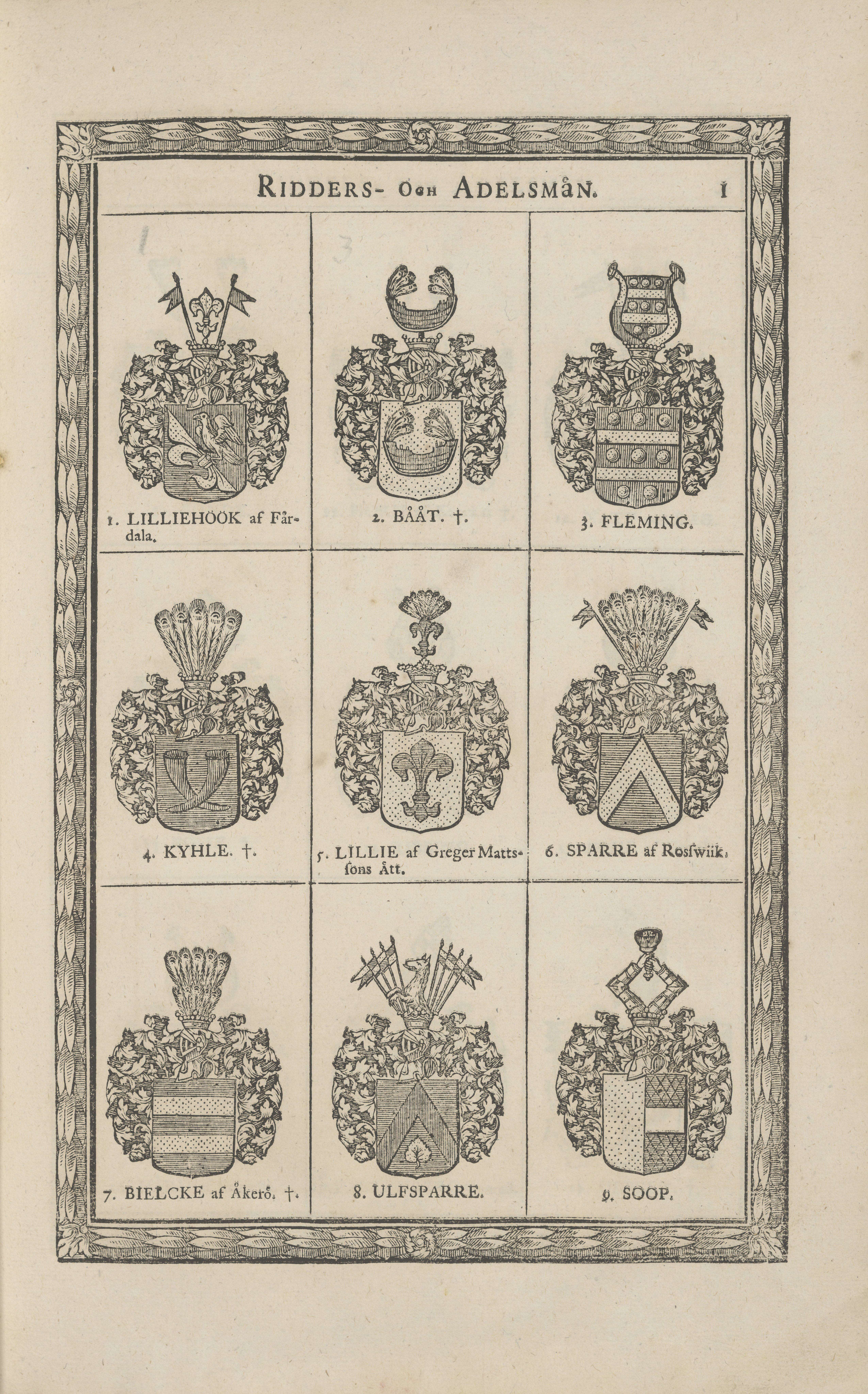
Adliga ätter.

### Carlskiölds vapenbok
Svea rikes ridderskaps och adels wapn bok gavs ut av Pehr Carlskiöld 1764.

### Stiernstedts vapenbok
Sveriges ridderskaps och adels wapenbok gavs ut av August Wilhelm Stiernstedt och Carl Arvid Klingspor 1865 till 1879.

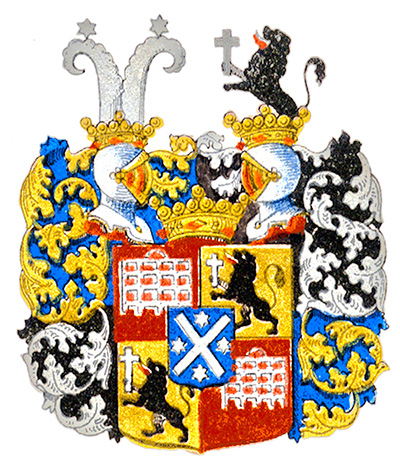
Friherrliga ätten Creutz nr 48.
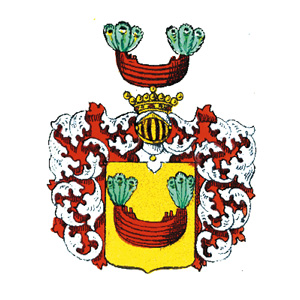
Adliga ätten Bonde nr 11.

### Klingspors vapenbok
Sveriges ridderskaps och adels vapenbok gavs ut av Carl Arvid Klingspor 1886 till 1890.

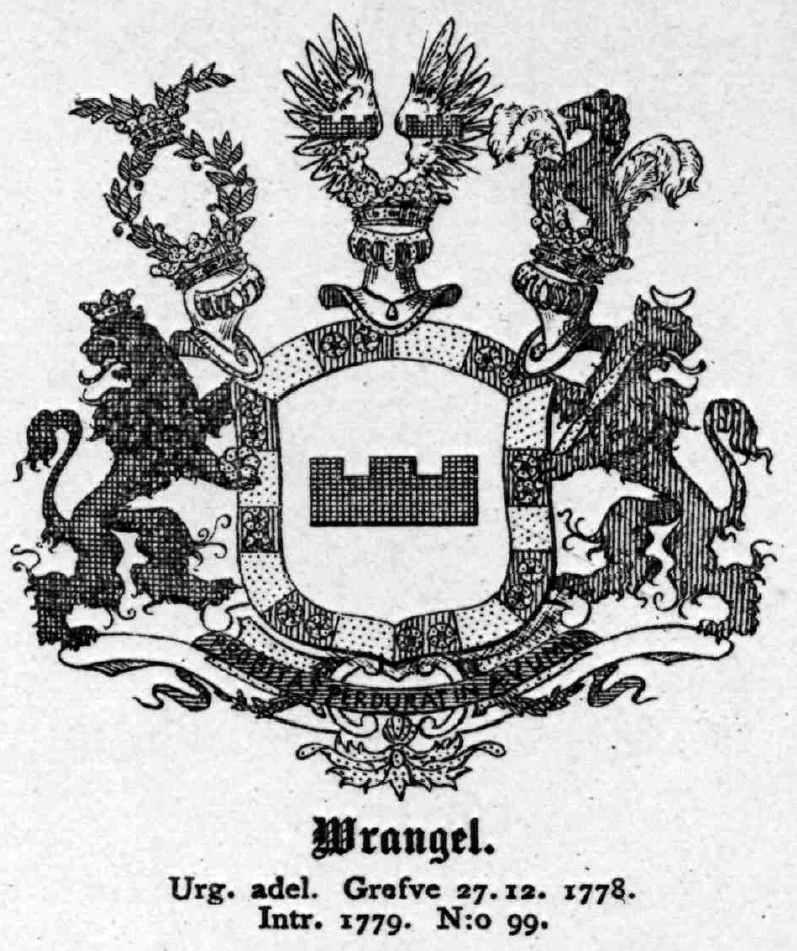
Grevliga ätten Wrangel nr 99.
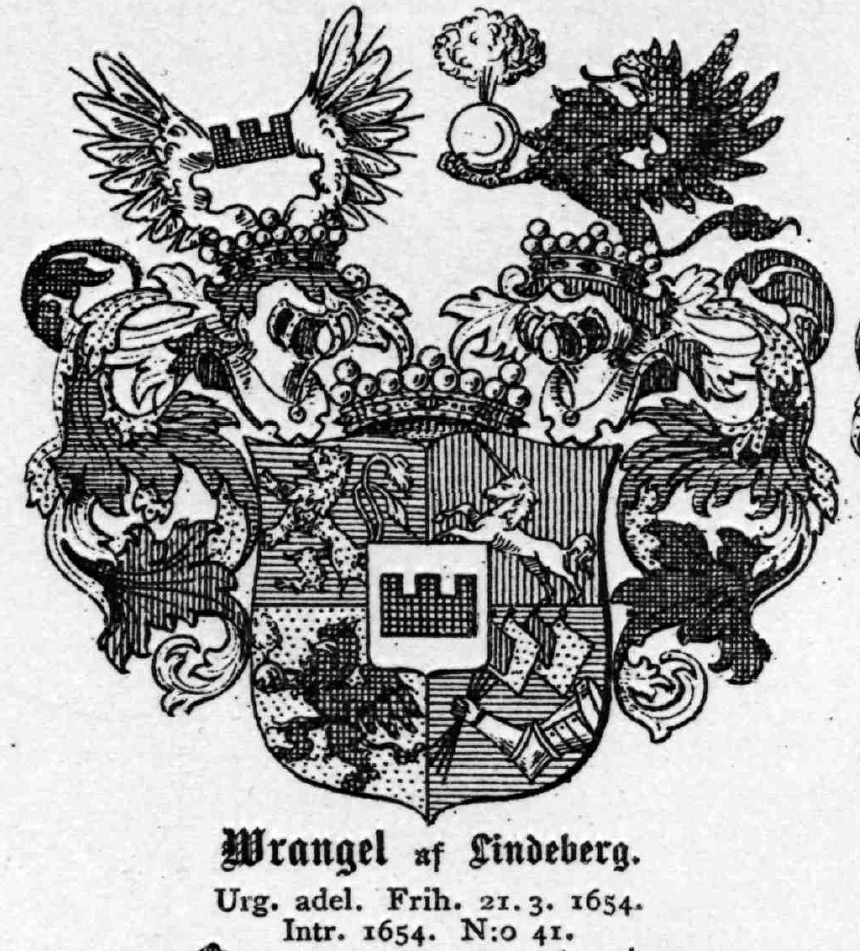
Friherrliga ätten Wrangel af Lindeberg nr 41.
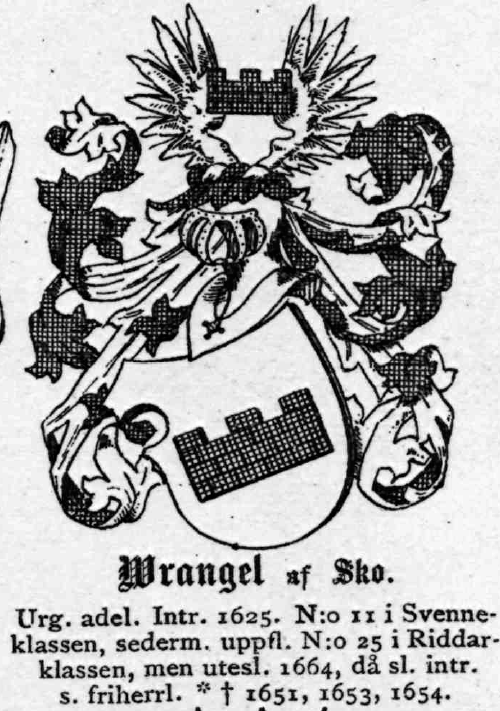
Adliga ätten Wrangel af Sko.